# Liste der Monuments historiques in Aloxe-Corton
Die Liste der Monuments historiques in Aloxe-Corton führt die Monuments historiques in der französischen Gemeinde Aloxe-Corton auf.

## Liste der Immobilien
| Bezeichnung             | Beschreibung                                                                                | Standort                | Kennzeichnung | Schutzstatus | Datum | Bild           |
| ----------------------- | ------------------------------------------------------------------------------------------- | ----------------------- | ------------- | ------------ | ----- | -------------- |
| Château de Corton-André | schlossartiges Anwesen, zwischen 1895 und 1900 erbaut; einschließlich des Zauns um den Park | 5 Rue des Corton (Lage) | PA21000090    | Inscrit      | 2017  | weitere Bilder |

## Liste der Objekte
| Bezeichnung                                                                             | Beschreibung                                        | Standort                       | Kennzeichnung | Schutzstatus | Datum | Bild |
| --------------------------------------------------------------------------------------- | --------------------------------------------------- | ------------------------------ | ------------- | ------------ | ----- | ---- |
| Gemälde Johannes der Täufer, die heilige Katharina, der heilige Ägidius und ein Stifter | Ölfarbe auf Holz, bezeichnet 1579                   | in der Kirche St-Médard (Lage) | PM21000026    | Classé       | 1912  |      |
| Gemälde Glaube, Hoffnung und Liebe                                                      | Ölfarbe auf Leinwand, um 1575/80                    | in der Kirche St-Médard (Lage) | PM21000027    | Classé       | 1912  |      |
| Relief Christus erscheint dem heiligen Bénézet                                          | Ölfarbe auf Leinwand, Holz, bemalt, 16. Jahrhundert | in der Kirche St-Médard (Lage) | PM21000028    | Classé       | 1912  |      |
| Gemälde Kreuzabnahme                                                                    | Ölfarbe auf Holz, 15. Jahrhundert                   | in der Kirche St-Médard (Lage) | PM21003288    | Classé       | 1912  |      |